# Cyclopentène
Le cyclopentène est un alcène cyclique à cinq atomes de carbone soit de formule brute C5H8, c'est un des cycloalcènes. C'est un liquide incolore avec une odeur de pétrole. 
Le cyclopentène est produit industriellement en grandes quantités. il est utilisé comme monomère dans la synthèse de polymères par polymérisation par ouverture de cycle et comme réactif dans nombre de synthèses organiques. 
Il peut être obtenu du vinylcyclopropane dans une réaction de réarrangement moléculaire.